# Sydslesvigs danske Ungdomsforeninger
Sydslesvigs danske Ungdomsforeninger (SdU) er paraplyorganisation for de danske idræts- og ungdomsforeninger i Sydslesvig med i alt ca. 12.000 medlemmer.
SdU stiftedes i 1923 efter folkeafstemningen i Sønderjylland. Målsætningen var at samle de danske ungdomsforeninger i Sydslesvig.
SdU driver 11 børne- og ungdomshuse samt ungdomsklubber, Aktivitetshuset i Flensborg og flere idrætshaller, klub- og bådhuse for de tilsluttede foreninger. Dansk Spejderkorps Sydslesvig (DSS), FDF Sydslesvig og Menighedernes Børne- og Ungdomsarbejde (MBU) er tilsluttede landsdelsorganisationer. SdU stiller også et sydslesvigsk fodbold-landshold op, som deltager i europamesterskaber i fodbold for de forskellige nationale mindretal i Europa (Europeada). I juli 2013 spillede landsholdet en venskabsmatch mod det skånelandske landshold fra SFF. Holdet består af spillere fra de danske klubber i Sydslesvig samt spillere fra Sydslesvig og Danmark, som har rødder i det danske mindretal.
Lejrskole- og kursuscentret Christianslyst i Notfeld ved Sønder Brarup blev 1952-2020 drevet af SdU, men overgik derefter til Dansk Skoleforening for Sydslesvig.

## Formænd
- 1923–1924: J.K. Petersen
- 1924–1927: Jacob Kronika
- 1927–1931: J.G. Brodersen
- 1931–1933: Frederik Mommsen
- 1933–1938: Fr. Petersen
- 1938–1946: Hans Meng
- 1946–1956: Hermann Tychsen
- 1956–1959: Gerhard Wehlitz
- 1959–1961: Anna Schröder
- 1961–1970: Wilhelm Klüver
- 1970–1980: Heinrich Schultz, Garding
- 1980-1986: Walter Johannsen, Vesterland
- 1986-1993: Tove Vynne, Slesvig
- 1993–2008: Anne Kämper (født 1953), Husby
- 2008-2014: Inger Marie Christensen (født 1951), Lyksborg
- 2014-2022: Kirstin Asmussen, Flensborg
- 2022-2024: Kay von Eitzen, Flensborg[4][5]
- 2024– : Mads Lausten (født 1998)[6]

## Ekstern henvisning
- SdU's hjemmeside